# 両銀不動産
両銀不動産株式会社（りょうぎんふどうさん）は、かつて山形県山形市に本社を置いた不動産関連企業。

2015年7月に親会社である両羽協和株式会社の不動産事業部として吸収合併された。

## 概要
山形銀行の支店が入居するビルや、賃貸オフィス・パンション等の管理を主たる業務とする。

## 事業所所在地
- 東京都
- 米沢市
- 酒田市